# کیرش‌شایدونگن
کیرش‌شایدونگن (به آلمانی: Kirchscheidungen) یک منطقهٔ مسکونی در آلمان است که در لاوخا آن در اوتراشتوت واقع شده‌است. کیرش‌شایدونگن ۳۶۵ نفر جمعیت دارد.